# Flotta

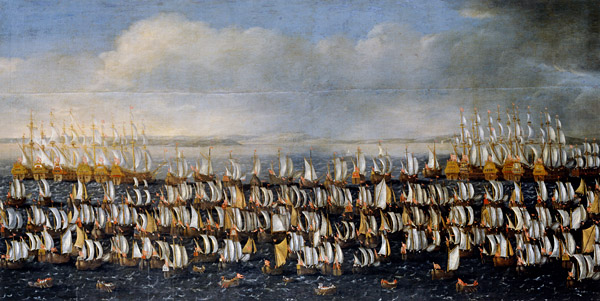
La flotta di invasione danese nel 1676, dipinto di Claus Møinichen

Il termine flotta è, nell'accezione più normale del termine, un gruppo di navi, quasi sempre militari, che viaggiano insieme o, come si dice in gergo marinaresco, di conserva.
La flotta è costituita da navi di tipologia diversa che si integrano a vicenda. Una flotta in operazione militare è spesso costituita da una portaerei, uno o più incrociatori, cacciatorpediniere e navi appoggio. Questi convogli sono spesso scortati da sommergibili che provvedono ad una protezione in particolare delle portaerei, che per la loro mole non hanno una velocità di manovra sufficiente ad eludere attacchi portati con armi sommerse come i siluri. È solitamente comandata da un ammiraglio, che è ospitato da una nave molto veloce, come ad esempio un incrociatore. La definizione usuale di questo tipo di convoglio è Gruppo da battaglia di portaerei.
Per estensione del termine, l'uso di "flotta" è stato esteso anche all'insieme di stessi tipi di mezzi di trasporto in dotazione ad un'unica organizzazione: da qui il termine di flotta aerea designante l'insieme di aerei appartenenti alla stessa compagnia aerea o di navi da trasporto appartenenti ad uno stesso armatore o battenti la stessa bandiera.
Non è raro l'uso di questa terminologia anche per indicare l'insieme di autocarri della stessa compagnia operante nel campo del trasporto su strada, oppure le automobili utilizzate da una azienda, con il termine di flotta aziendale; stesso discorso vale per il parco ferroviario.